# Paraskevi Tsiamita
Paraskevi Tsiamita (griechisch Παρασκευή Τσιαμίτα, * 10. März 1972 in Volos) ist eine ehemalige griechische Leichtathletin.
Nachdem Paraskeví Tsiamíta bereits 1987 als 15-Jährige im Weitsprung erstmals die Sechs-Meter-Marke übertroffen hatte, nahm sie 1987 auch an den Junioreneuropameisterschaften teil, konnte sich aber nicht für das Finale qualifizieren. Nach mehreren Verletzungspausen gewann sie 1994 bei den U23-Europameisterschaften Bronze im Dreisprung. 1995 steigerte sie ihre Bestleistung auf 13,27 Meter, bevor sie ihre Sportlaufbahn unterbrach, um ihr Studium als Sportlehrerin an der Universität Athen abzuschließen.
1998 in ihrem ersten Wettkampf nach zweieinhalb Jahren sprang sie in der Halle 13,07 Meter. Bei den Europameisterschaften 1998 sprang sie in der Qualifikation 14,23 Meter, verpasste dann allerdings als Neunte mit 13,90 Meter knapp den Einzug ins Finale. Europameisterin wurde ihre Landsfrau Olga Vasdeki.
In der Hallensaison 1999 verbesserte Paraskeví Tsiamíta sich weiter und wurde bei den Hallenweltmeisterschaften Fünfte mit 14,63 Metern.
Höhepunkt ihrer Karriere waren die Weltmeisterschaften 1999 in Sevilla. Bereits in der Qualifikation sprang sie mit 15,07 Meter griechischen Landesrekord. Im ersten Durchgang des Finales sprang Tsiamíta dann 14,88 Meter. Diese Weite wurde von keiner Springerin erreicht. Zweite wurde mit 14,61 Meter die Kubanerin Yamilé Aldama und Olga Vasdeki gewann Bronze.
Paraskevi Tsiamita ist 1,71 m groß und wog zu Wettkampfzeiten 60 kg. 2000 zog sich Paraskeví Tsiamíta einen Ermüdungsbruch im Fuß zu und kam nicht mehr in die Weltklasse zurück.

## Bestleistungen
- Weitsprung 6,93 Meter (1999)
- Dreisprung 15,07 Meter (1999)